# Boudreville
Boudreville est une commune française située dans le département de la Côte-d'Or, en région Bourgogne-Franche-Comté.

## Géographie

### Localisation
Boudreville est un village bourguignon situé à 21 km à vol d'oiseau au nord-est de Châtillon-sur-Seine, 39 km au sud-est de Bar-sur-Seine, 34 km au sud de Bar-sur-Seine, 30 km au sud-ouest de Chaumont, 39 km à l'ouest de Langres, 70 km au nord de Dijon et 50 km au nord-est de Montbard.
Il fait partie du Parc national de forêts.
La commune se trouve dans la zone d'emploi de Châtillon - Montbard et dans le bassin de vie de Châtillon-sur-Seine.

### Communes limitrophes
Les communes limitrophes sont  Dancevoir, La Chaume et Veuxhaulles-sur-Aube.

### Géologie et relief
La superficie de la commune est de 7,94 km2 ; son altitude varie de 238  à   312 mètres.

### Hydrographie

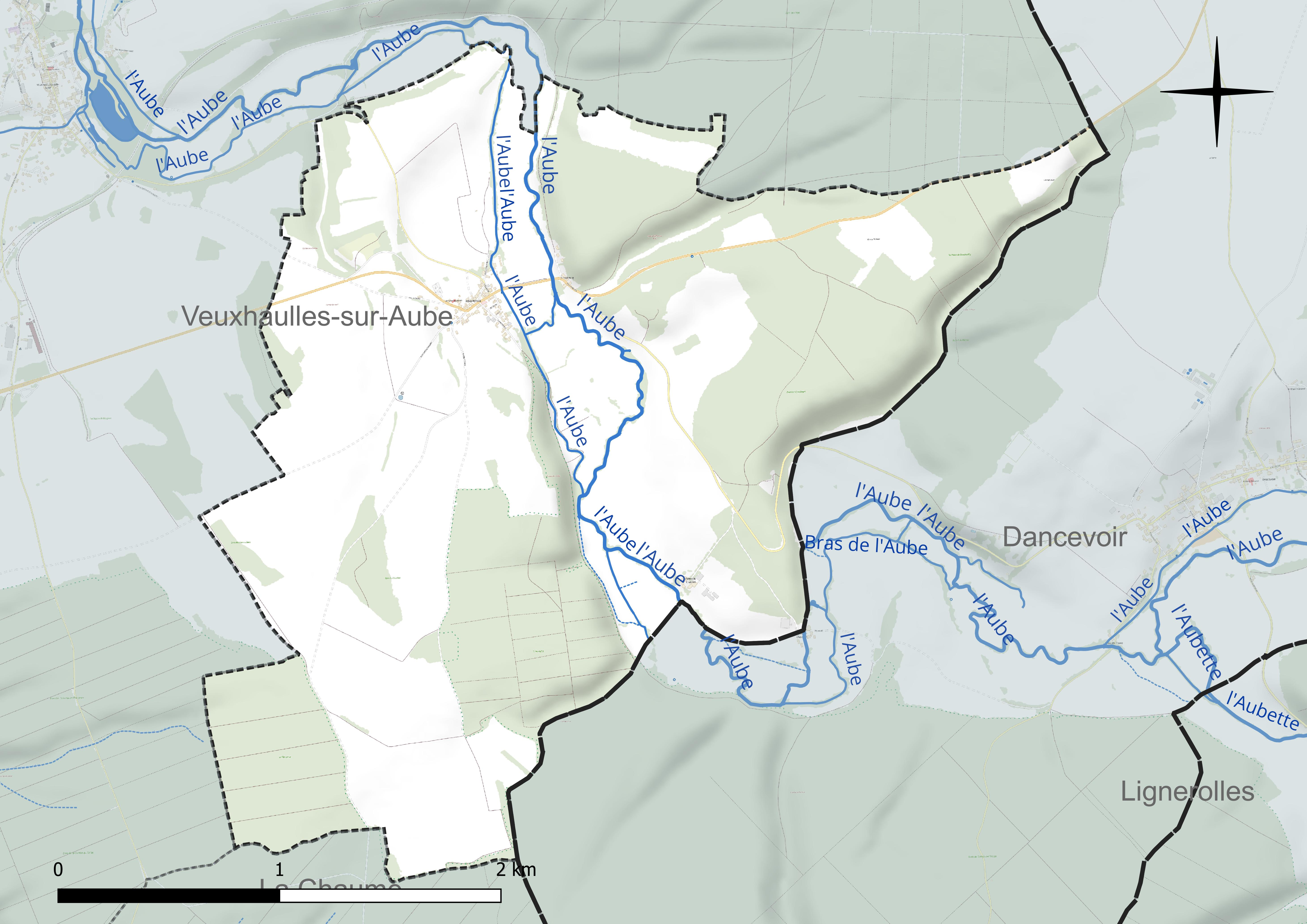
Carte hydrographique de la commune.

La commune est drainée par les bras de l'Aube, l'un des affluents du fleuve la Seine.

### Climat
Pour des articles plus généraux, voir Climat de la Bourgogne-Franche-Comté et Climat de la Côte-d'Or.
En 2010, le climat de la commune est de type climat des marges montargnardes, selon une étude du Centre national de la recherche scientifique s'appuyant sur une série de données couvrant la période 1971-2000. En 2020, Météo-France publie une typologie des climats de la France métropolitaine dans laquelle la commune est exposée à un climat océanique altéré et est dans la région climatique Lorraine, plateau de Langres, Morvan, caractérisée par un hiver rude (1,5 °C), des vents modérés et des brouillards fréquents en automne et hiver.
Pour la période 1971-2000, la température annuelle moyenne est de 10,1 °C, avec une amplitude thermique annuelle de 16,2 °C. Le cumul annuel moyen de précipitations est de 907 mm, avec 12,7 jours de précipitations en janvier et 9 jours en juillet. Pour la période 1991-2020, la température moyenne annuelle observée sur la station météorologique de Météo-France la plus proche, « Cunfin_sapc », sur la commune de Cunfin à 17 km à vol d'oiseau, est de 11,0 °C et le cumul annuel moyen de précipitations est de 900,4 mm,. Pour l'avenir, les paramètres climatiques de la commune estimés pour 2050 selon différents scénarios d'émission de gaz à effet de serre sont consultables sur un site dédié publié par Météo-France en novembre 2022.

## Urbanisme

### Typologie
Au 1er janvier 2024, Boudreville est catégorisée commune rurale à habitat très dispersé, selon la nouvelle grille communale de densité à 7 niveaux définie par l'Insee en 2022.
Elle est située hors unité urbaine et hors attraction des villes,.

### Occupation des sols

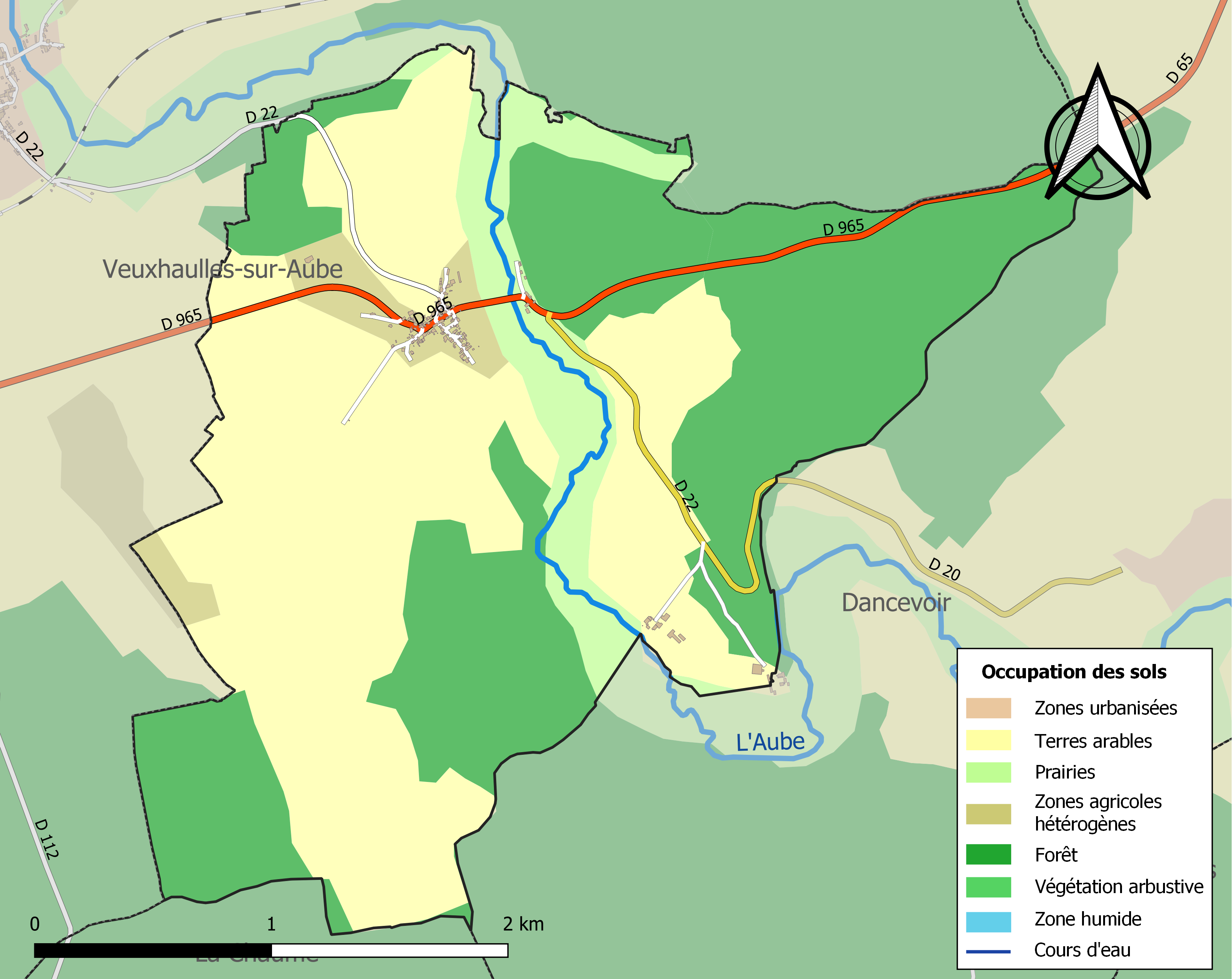
Carte des infrastructures et de l'occupation des sols de la commune en 2018 (CLC).

L'occupation des sols de la commune, telle qu'elle ressort de la base de données européenne d’occupation biophysique des sols Corine Land Cover (CLC), est marquée par l'importance des territoires agricoles (57,2 % en 2018), une proportion identique à celle de 1990 (57,2 %). La répartition détaillée en 2018 est la suivante : terres arables (44,4 %), forêts (42,8 %), prairies (8,9 %), zones agricoles hétérogènes (3,9 %).
L'évolution de l’occupation des sols de la commune et de ses infrastructures peut être observée sur les différentes représentations cartographiques du territoire : la carte de Cassini (XVIIIe siècle), la carte d'état-major (1820-1866) et les cartes ou photos aériennes de l'IGN pour la période actuelle (1950 à aujourd'hui).

### Habitat et logement
En 2021, le nombre total de logements dans la commune était de 57, alors qu'il était de 59 en 2016 et de 57 en 2011.
Parmi ces logements, 57,9 % étaient des résidences principales, 33,3 % des résidences secondaires et 8,8 % des logements vacants. Ces logements étaient  tous des maisons individuelles.
Le tableau ci-dessous présente la typologie des logements à Boudreville en 2021 en comparaison avec celle de la Côte-d'Or et de la France entière. Une caractéristique marquante du parc de logements est ainsi une proportion de résidences secondaires et logements occasionnels (33,3 %) supérieure à celle du département (5,7 %) et à celle de la France entière (9,7 %).
| Typologie                                               | Boudreville | Côte-d'Or | France entière |
| ------------------------------------------------------- | ----------- | --------- | -------------- |
| Résidences principales (en %)                           | 57,9        | 85,8      | 82,2           |
| Résidences secondaires et logements occasionnels (en %) | 33,3        | 5,7       | 9,7            |
| Logements vacants (en %)                                | 8,8         | 8,5       | 8,1            |

### Voies de communication et transports
Boudreville est traversée par l'ancienne route nationale 65 (actuelle RD 965) reliant Chaumont à Tonnerre.

## Histoire

### Moyen Âge
Sous l'Ancien Régime, Boudreville était situé en Champagne, dans le diocèse de Langres, et dépendait de l'Intendance de Châlon, de la Prévôté de Vaucouleurs et ressortait du Parlement de Paris.
Le hameau de Fée-le-Château est le siège d'un ancien fief avec maison forte, charge de haute et basse justice et titre héréditaire de mayeur.

### Époque moderne
Le 25 août 1588, Fée-le-Château est échangé par Guillemette de Neuilly, veuve de Guillaume de Pont, à Claude Armyot.
Du XVIIe au XIXe siècle, Boudreville est le siège d'une importante activité métallurgique avec minières, forge, fourneau et batterie de tôle.

### Époque contemporaine
Boudreville était un site majeur pour l'extraction de fer pour la sidérurgie du Châtillonnais notamment au XIXe siècle . L'exploitation de minerai se poursuit après la fermeture des forges en 1850.

## Politique et administration

### Rattachements administratifs et électoraux

#### Rattachements administratifs
La commune se trouve depuis 1926 dans l'arrondissement de Montbard du département de la Côte-d'Or.
Elle faisait partie depuis 1793 du canton de Montigny-sur-Aube. Dans le cadre du redécoupage cantonal de 2014 en France, cette circonscription administrative territoriale a disparu, et le canton n'est plus qu'une circonscription électorale.

#### Rattachements électoraux
Pour les élections départementales, la commune fait partie depuis 2014 du canton de Châtillon-sur-Seine.
Pour l'élection des députés, elle fait partie de la quatrième circonscription de la Côte-d'Or.

### Intercommunalité
Boudreville est membre de la communauté de communes du Pays Châtillonnais, un établissement public de coopération intercommunale (EPCI) à fiscalité propre créé fin 2003  et auquel la commune a transféré un certain nombre de ses compétences, dans les conditions déterminées par le code général des collectivités territoriales.

### Liste des maires
| Période                                  | Période                        | Identité               | Étiquette | Qualité                                                            |
| ---------------------------------------- | ------------------------------ | ---------------------- | --------- | ------------------------------------------------------------------ |
| Les données manquantes sont à compléter. |                                |                        |           |                                                                    |
|                                          |                                |                        |           |                                                                    |
| février 1791                             | septembre 1791                 | Edmé Duponnois         |           |                                                                    |
| septembre 1791                           | 1792                           | Pierre Dubreuil        |           |                                                                    |
| 1792                                     | novembre 1806                  | Étienne Duponnois      |           |                                                                    |
| novembre 1806                            | 1813                           | Nicolas Rigoigne       |           |                                                                    |
| 1816                                     | 1832                           | Jacques Darbois        |           |                                                                    |
| 1845                                     | 1848                           | Treuffet Darbois       |           |                                                                    |
| 1848                                     | 1852                           | Nicolas Duponnois      |           |                                                                    |
| 1852                                     | septembre 1870                 | Jean Baptiste Chameroy |           |                                                                    |
| septembre 1870                           | mai 1871                       | Jean Baptiste Bressot  |           |                                                                    |
| mai 1871                                 | octobre 1871                   | Léon Lebel             |           |                                                                    |
| octobre 1871                             | mai 1874                       | Jean Baptiste Petit    |           |                                                                    |
| mai 1874                                 | janvier 1878                   | Jean Baptiste Bressot  |           |                                                                    |
| janvier 1878                             |                                | Léopold Peltier        |           |                                                                    |
|                                          |                                |                        |           |                                                                    |
| 1965                                     | mars 2008                      | Pierre-Louis Aubriot,  |           | Agriculteur Président du syndicat des eaux Vice-président du SIVOM |
| mars 2008                                | 2014                           | Jean-Édouard Dutheil   |           |                                                                    |
| 2014                                     | septembre 2022                 | Marcel Klinkert        |           | Intendant dans un château en Haute-Marne Mort en fonction          |
| février 2023                             | En cours (au 30 novembre 2023) | Gilles Boiteux         |           | Artisan                                                            |

## Population et société

### Démographie
L'évolution du nombre d'habitants est connue à travers les recensements de la population effectués dans la commune depuis 1793. Pour les communes de moins de 10 000 habitants, une enquête de recensement portant sur toute la population est réalisée tous les cinq ans, les populations de référence des années intermédiaires étant quant à elles estimées par interpolation ou extrapolation. Pour la commune, le premier recensement exhaustif entrant dans le cadre du nouveau dispositif a été réalisé en 2008.

En 2022, la commune comptait 60 habitants, en évolution de −14,29 % par rapport à 2016 (Côte-d'Or : +0,82 %, France hors Mayotte : +2,11 %).
| 1793 | 1800 | 1806 | 1821 | 1831 | 1836 | 1841 | 1846 | 1851 |
| ---- | ---- | ---- | ---- | ---- | ---- | ---- | ---- | ---- |
| 226  | 265  | 269  | 308  | 300  | 326  | 337  | 360  | 355  |

| 1856 | 1861 | 1866 | 1872 | 1876 | 1881 | 1886 | 1891 | 1896 |
| ---- | ---- | ---- | ---- | ---- | ---- | ---- | ---- | ---- |
| 292  | 302  | 254  | 250  | 242  | 220  | 200  | 208  | 189  |

| 1901 | 1906 | 1911 | 1921 | 1926 | 1931 | 1936 | 1946 | 1954 |
| ---- | ---- | ---- | ---- | ---- | ---- | ---- | ---- | ---- |
| 205  | 200  | 166  | 140  | 148  | 169  | 140  | 143  | 108  |

| 1962 | 1968 | 1975 | 1982 | 1990 | 1999 | 2006 | 2008 | 2013 |
| ---- | ---- | ---- | ---- | ---- | ---- | ---- | ---- | ---- |
| 118  | 83   | 80   | 86   | 72   | 76   | 65   | 62   | 71   |

| 2018 | 2022 | - | - | - | - | - | - | - |
| ---- | ---- | - | - | - | - | - | - | - |
| 61   | 60   | - | - | - | - | - | - | - |

## Culture locale et patrimoine

### Lieux et monuments
- L'église Saint-Claire, vétuste, est reconstruite en 1826 sous la mandature du maire  J. Q Darbois par l'architecte châtillonnais Simon Tridon [24]. La statue de sainte Claire d'Assise, de la seconde moitié du XVIe siècle et en pierre polychrome, est  Classée MH (1930 )[25]

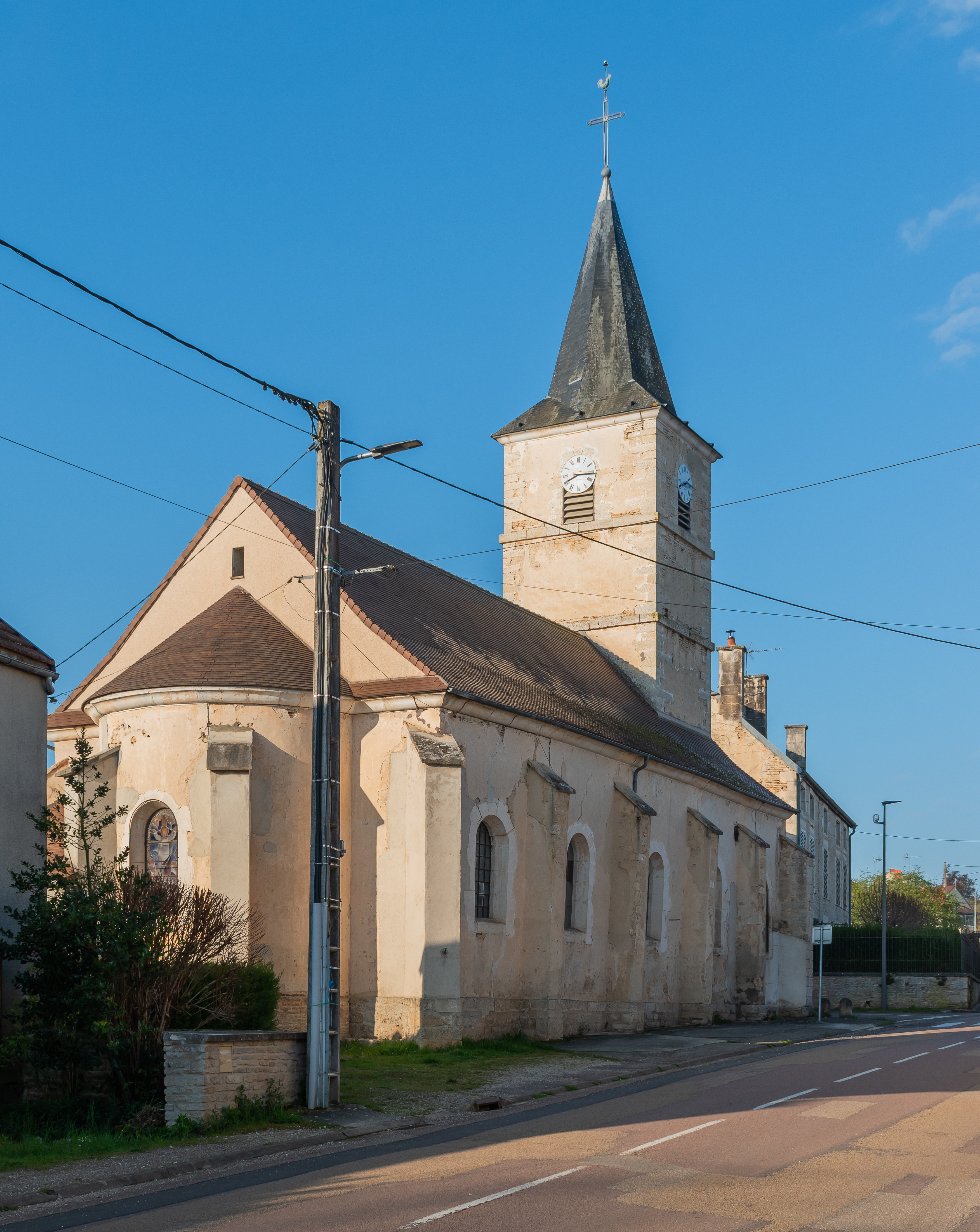
L'église...
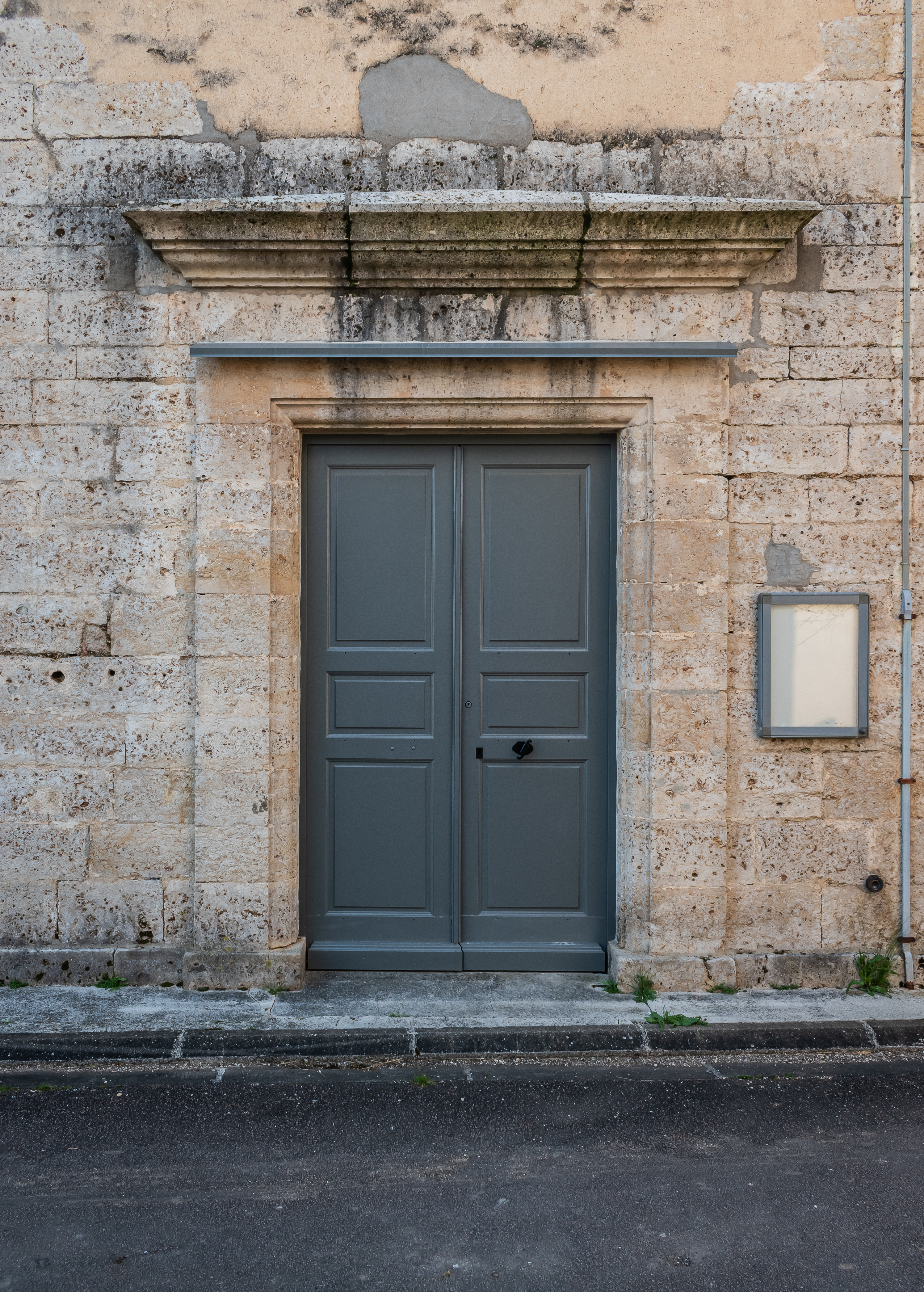
... et son portail.

### Personnalités liées à la commune
- Paul Rebeyrolle : artiste peintre né le 3 novembre 1926 à Eymoutiers, mort le 7 février 2005 à Boudreville.

### Héraldique
| Blason de Boudreville | Blason  | Écartelé : au 1er et au 4e d'argent aux trois mouchetures d'hermine de sable, au 2e et au 3e d'or à la roue de moulin de sable, sur le tout d'azur aux trois fleurs de lys d'or, au bâton péri de gueules en barre. |
| Blason de Boudreville | Détails | Le statut officiel du blason reste à déterminer. |

## Pour approfondir